# 랭붉은콜로부스
랭붉은콜로부스 또는 루알라바콜로부스(Piliocolobus langi)는 붉은콜로부스 원숭이의 일종이다. 역사적으로 중부아프리카붉은콜로부스의 아종으로 분류했지만, 최근 분류학에서는 일반적으로 별개의 종으로 분류한다. 랭붉은콜로부스는 콩고 민주 공화국 북동부의 루알라바강과 아루위미-이투리 강 사이의 저지대 열대 우림에 서식한다.

## 특징
잎과 과일, 꽃, 새싹, 그리고 씨앗을 먹기도 한다. 수컷은 머리와 몸 길이가 약 50cm이고 꼬리 길이는 약 66.5cm이다. 암컷은 머리와 몸 길이가 약 48.5cm이고 꼬리 길이는 44~66.5cm이다. 수컷의 무게는 약 9kg이고 암컷의 무게는 약 7.7kg이다.

## 생활사
루알라바콜로부스원숭이는 열대 저지대 숲에 서식하며 잎과 새싹, 과일, 꽃, 딱정벌레, 그리고 씨앗을 먹는다. 번식에 대한 연구는 아직 진행되지 않았다.

## 분류
루알라바콜로부스는 1925년에 Colobus langi로 기재되었다. 분포 범위의 동쪽, 이투리 열대우림에는 세 종의 교잡으로 붉은콜로부스 개체군이 발생한 더 넓은 지역이 있다. 북쪽의 아루위미와 동쪽의 에드워드 호수 서쪽 고지대에서 서쪽의 루알라바까지 거의 뻗어 있다. 관련된 세 종은 루알라바콜로부스, 오스탈렛붉은콜로부스, 셈리키붉은콜로부스다. 잡종은 보통 밝은 빨간색 앞부분, 어깨, 팔을 가지고 있다. 등 중앙은 주황색-갈색이고, 등 뒤쪽, 다리, 꼬리는 검은색이다. 목과 가슴, 배는 회색 또는 황색이다. 그러나 주로 밤색 또는 진한 적갈색 표본도 있다. 잡종은 Piliocolobus ellioti라는 이름으로 별도의 종으로 기술되었다.

## 보전 상태
IUCN은 루알라바콜로부스 원숭이를 IUCN 적색 목록에서 절멸위기종으로 분류한다. 랭붉은콜로부스 서식지 내에는 보호 구역이 없다.